# Venturiaceae
Venturiacées
Famille
Les Venturiaceae (en français Venturiacées) sont une famille de champignons ascomycètes de l'ordre des Venturiales. Plusieurs espèces de cette famille sont des champignons phytopathogènes.

## Liste des genres
Selon MycoBank (25 août 2023) :
- Acantharia Theiss. & Syd., 1918
- Actinodothidopsis F. Stevens, 1925
- Adelopus Theiss., 1918
- Aloysiella Mattir. & Sacc., 1908
- Antennaria Link, 1809
- Antennataria Rchb., 1841
- Antennularia Rchb., 1828
- Anungitea B. Sutton, 1973
- Anungitopsis R.F. Castañeda & W.B. Kendr., 1990
- Aphysa Theiss. & Syd., 1917
- Apiosporina Höhn., 1910
- Arkoola J. Walker & Stovold, 1986
- Arnaudia Bat., 1960
- Asterula (Sacc.) Sacc., 1891
- Atopospora Petr., 1925
- Basiascella Bubák, 1914
- Basiascum Cavara, 1888
- Botryostroma Höhn., 1911
- Botryothecium Syd., 1937
- Caproventuria U. Braun, 1998
- Coleroa Rabenh., 1850
- Crotone Theiss. & Syd., 1915
- Cryptoparodia Petr., 1950
- Cycloconium Castagne, 1845
- Cylindrosympodioides Crous & M.J. Wingf., 2016
- Cyphospilea Syd., 1926
- Dibotryon Theiss. & Syd., 1915
- Dictyodochium Sivan., 1984
- Dimerosporiopsis Henn., 1901
- Ectosticta Speg., 1912
- Endocoleroa Petr., 1969
- Endostigme Syd., 1923
- Fagicola Crous, M. Shen & Y. Zhang ter, 2020
- Fraxinicola Crous, M. Shen & Y. Zhang ter, 2020
- Fusicladium Bonord., 1851
- Gelatosphaera Bat. & H. Maia, 1959
- Gibbera Fr., 1825
- Hormotheca Bonord., 1864
- Karakulinia N.P. Golovina, 1964
- Lasiobotrys Kunze, 1823
- Limacinia Neger, 1895
- Lineostroma H.J. Swart, 1988
- Maireella Syd., 1908
- Megacladosporium Vienn.-Bourg., 1949
- Melanostromella Petr., 1953
- Metacoleroa Petr., 1927
- Monopus Theiss. & Syd., 1915
- Montagnina Höhn., 1910
- Napicladium Thüm., 1875
- Neogibbera Petr., 1947
- Parodiodia Bat., 1960
- Periline Syd., 1939
- Phaeosphaerella P. Karst., 1888
- Phaeosporella Keissl., 1922
- Phasya Syd., 1934
- Phragmogibbera Samuels & Rogerson, 1990
- Piggotia Berk. & Broome, 1851
- Pollaccia E. Bald. & Cif., 1937
- Polyrhizon Theiss. & Syd., 1914
- Protoventuria Berl. & Sacc., 1887
- Pseudocladosporium U. Braun, 1998
- Pseudoparodiella F. Stevens, 1927
- Pseudotthia Henn., 1899
- Pteropus R.W. Ham, 2005
- Pyrenobotrys Theiss. & Syd., 1914
- Ramalia Bat., 1957
- Rhizogene Syd. & P. Syd., 1921
- Rhizophoma Petr. & Syd., 1927
- Rhizosphaera L. Mangin & Har., 1907
- Robledia Chardón, 1929
- Rosenscheldiella Theiss. & Syd., 1915
- Scutelloidea Tim, 1971
- Sivanesaniella Gawande & Agarwal, 2004
- Spilocaea Fr., 1819
- Spilodochium Syd., 1927
- Spilosticta Syd., 1923
- Trichodothella Petr., 1946
- Trichodothis Theiss. & Syd., 1914
- Tyrannosorus Unter. & Malloch, 1995
- Uleodothis Theiss. & Syd., 1915
- Venturia Sacc., 1882
- Winteromyces Speg., 1912
- Xenomeris Syd., 1924

### Publication originale
- (en) Margaret E. Barr, « A Classification of Loculoascomycetes », Mycologia, Mycological Society of America (d), NYBG et Taylor & Francis, vol. 71, no 5,‎ septembre 1979, p. 935 (ISSN 0027-5514 et 1557-2536, OCLC 1640733, DOI 10.2307/3759283, JSTOR 3759283).